# James Phelps
James Andrew Eric Phelps (Sutton Coldfield, 25 februari 1986) is een Engels acteur. Phelps is een tweelingbroer van Oliver Phelps, die de rol van George Wemel speelt.
Phelps is vooral bekend geworden door zijn rol als Fred Wemel in de Harry Potter-films.

## Filmografie
- 2011: Harry Potter en de Relieken van de Dood deel 2 als Fred Wemel
- 2010: Harry Potter en de Relieken van de Dood deel 1 als Fred Wemel
- 2009: Harry Potter en de Halfbloed Prins als Fred Wemel
- 2007: Harry Potter en de Orde van de Feniks als Fred Wemel
- 2005: Harry Potter en de Vuurbeker als Fred wemel
- 2004: Harry Potter en de Gevangene van Azkaban als Fred Wemel
- 2002: Harry Potter en de Geheime Kamer als Fred Wemel
- 2001: Harry Potter en de Steen der Wijzen als Fred Wemel